# Кагги-Карр
Ворона Ка́гги-Ка́рр — одна из основных персонажей сказочного цикла А. М. Волкова о Волшебной стране. Действует во всех шести книгах сказочной серии.
Кагги-Карр — ворона чисто-чёрного цвета, посоветовавшая Страшиле обзавестись мозгами, когда он был ещё простым пугалом и сидел на шесте, охраняя от птиц поле своего хозяина. В одной из самых известных вариаций иллюстрирования цикла, авторства Леонида Владимирского, Кагги-Карр, как и другие вороны, изображается привычной для жителя европейской России серой вороной, что не верно, так как такой вид вороны не встречается на территории США, где происходят действия сказочных повестей.

## Характер Кагги-Карр
По характеру Кагги-Карр «немножко болтливая и сварливая, но в общем добродушная птица». Склонна к некоторому хвастовству — в частности, проболталась Страшиле о том, что привела Элли в Волшебную страну, хотя эту информацию следовало до поры до времени держать в тайне.
В целом Кагги-Карр отличается резким поведением, но меткими суждениями. Свойственна ей и определённая доля мстительности — так Кагги-Карр превратила возвращение свергнутого Урфина Джюса на родину в некое подобие «затянувшегося шествия на казнь»: вдоль дороги, по которой шёл изгнанник, выстроились местные жители, провожавшие бывшего властителя ледяными, полными ненависти взглядами.
Кагги-Карр переняла некоторые морские словечки от Чарли Блека. Также, подобно Страшиле, ворона любит вставлять в свою речь умные слова, но, в отличие от того же Страшилы, частенько произносит их с ошибками.

## История вороны Кагги-Карр
Давая Страшиле мудрый совет, Кагги-Карр даже не представляла, к каким последствиям для всей страны это приведёт. В тот момент её больше интересовал урожай с поля, которое Страшила покинул на произвол судьбы. Однако спустя некоторое время ворона прослышала, что некое пугало сделалось правителем Изумрудного города вместо Великого Гудвина. Кагги-Карр рассудила, что это вероятно и есть то самое пугало, с которым ей довелось побеседовать о мозгах. Тогда ворона, не мешкая, отправилась в Изумрудный город, явилась ко двору Страшилы на правах его «самой старинной приятельницы», «воспитательницы и наставницы» и встретила там самый тёплый приём. Благодарный Страшила не забыл, кому он обязан появлением своей заветной мечты, так удачно воплотившейся в жизнь. Он назначил ворону Кагги-Карр первым отведывателем блюд дворцовой кухни и заодно отвёл ей во владение целое пшеничное поле в окрестностях Изумрудного города.
Во время наступательного броска деревянной армии Урфина Джюса, приближавшейся к Изумрудному городу с враждебными намерениями, Кагги-Карр организовала нападение на дуболомов птичьей стаи. В завязавшейся суматохе дуболомам был причинён некоторый ущерб и наступление их замедлилось.
Однако более всего Кагги-Карр известна как создательница птичьей эстафеты. Благодаря этому новшеству передача важных сообщений по всей стране значительно ускорилась и приобрела систематический характер. Сама Кагги-Карр сделалась Генеральным директором связи Волшебной страны. За неоценимые услуги, оказанные людям птичьей почтой и лично Кагги-Карр, отважная ворона была впоследствии награждена орденом «Золотого венка». Кроме того, в знак особого уважения к заслугам Кагги-Карр, Правитель Изумрудного города Страшила Мудрый торжественно пообещал оказывать «любой вороне, которая появится в городских пределах, <…> самый сердечный приём».
Также Кагги-Карр — единственная из всех обитателей Волшебной страны — трижды побывала в Большом мире за Кругосветными горами. Первый полёт туда она совершила по просьбе Страшилы и Железного Дровосека, заточённых в то время в башне по приказу Урфина Джюса, захватившего Изумрудный город. Кагги-Карр, несмотря на значительный возраст (ей было тогда уже сто два года), сумела доставить в Канзас письмо к Элли с просьбой о помощи для её друзей.
Когда же Элли, её дядя моряк Чарли Блек и пёсик Тотошка, отправившиеся на выручку к друзьям, застряли посреди жаркой пустыни в плену у Чёрного камня Гингемы, Кагги-Карр раздобыла для своих спутников чудесный виноград, позволивший преодолеть чары камня.
Второе и третье путешествия в Канзас ворона проделала вместе с Фарамантом на спине дракона Ойххо.
Летала парламентёром к Энкину Фледу, наместнику Фиолетовой страны. Позже была разведчицей Страшилы в Фиолетовой стране, когда власть там захватили Марраны Урфина Джюса.
В период второго воцарения Урфина Джюса ворона Кагги-Карр исполняла обязанности Правительницы Изумрудного острова, пока Страшила находился в плену. Принимала активное участие в борьбе против Арахны и менвитов.

## Прообраз вороны Кагги-Карр
Прообразом Волковской вороны Кагги-Карр стал безымянный старый ворон (англ. old crow) из сказки Л. Ф. Баума «Удивительный Волшебник из Страны Оз» (1900). У Баума именно старый ворон посоветовал Страшиле обзавестись мозгами. В целом сцена знакомства Кагги-Карр и Страшилы у Волкова воспроизводит эпизод с диалогом Страшилы и старого ворона у Баума; однако дальнейшее развитие образа Кагги-Карр в последующих пяти сказках Волкова не имеет аналогов в книгах Баума, где старый ворон больше ни разу не упоминается.

## Работа автора над персонажем
В «Волшебнике Изумрудного города» имя Кагги-Карр напрямую нигде не называется. Как пишет Т. В. Галкина, имя вороне было присвоено только в 1958 году в ходе работы Волкова над второй сказкой из цикла о Волшебной стране — «Урфин Джюс и его деревянные солдаты», вышедшей отдельным изданием в 1963 году. А уже в 1959 году в обновлённой редакции «Волшебника Изумрудного города» у вороны, посоветовавшей Страшиле раздобыть мозги, появился характерный клич «кагги-карр», которого не было в редакциях 1939 и 1941 гг.
Как указывает Т. В. Галкина, в первоначальном плане сюжета сказки «Урфин Джюс и его деревянные солдаты» имелись существенные отличия от итоговой версии. В частности, книга должна была начинаться с главы «Необыкновенный гонец», где Элли с Тотошкой гуляют по полю и Тотошка ловит подшибленную ворону, на шее которой обнаруживается рисунок, изображающий Страшилу и Дровосека за решёткой. Впоследствии должно было выясниться, что этот рисунок отправлен Страшилой, который, будучи заточён вместе с Дровосеком на верхушке высокой башни, ловит ворон, привешивает к их шеям записки и бросает их в воздух, когда ураган дует в нужном направлении. И лишь одна из множества таких ворон, согласно авторскому замыслу, должна была в итоге попасть в руки Элли. Работая над сказкой, Волков изменил первоначальный план, переставил вводную главу в начало второй части, а множество отловленных Страшилой ворон, безотчётно несущих во все концы света просьбу друзей о помощи, заменил одной умной вороной Кагги-Карр, сознательно принявшей на себя роль посланницы Страшилы.

## Кагги-Карр в книгах других авторов
Образ вороны Кагги-Карр был заимствован у А. М. Волкова несколькими авторами. В частности, Кагги-Карр действует в книгах Ю. Н. Кузнецова («Изумрудный дождь» и др.), сказках Н. Бахнова («В ловушке морского чудовища» и др.), Л. В. Владимирского («Буратино в Изумрудном городе»), А. Шпагина («Лазурная фея Волшебной страны»).

## Литературная критика
Образ вороны Кагги-Карр неоднократно рассматривался в работах литературных критиков, в том числе в книгах Т. В. Галкиной, Б. А. Бегака, в статье Н. В. Латовой и др. Отмечена характерная для сказочной литературы способность вороны говорить человеческим языком, самоотверженность, готовность прийти на помощь друзьям.

## Музей А. М. Волкова
В Музее Александра Волкова, открытом в Томском государственном педагогическом университете, предусмотрен студенческий проект «Волшебная почта „Кагги-Карр“».